# Citrullus mucosospermus
Citrullus mucosospermus — це вид однорічних квіткових рослин з родини гарбузових. Це однорічник і росте в основному в сезонно сухому тропічному біомі. Країни зростання: Гана, Гвінея, Нігерія, Сенегал, Судан. Насіння використовується як їжа і як джерело олії.